# 나카자와 도모히데
나카자와 도모히데(일본어: 中澤 友秀, 1980년 9월 13일 ~ )는 일본의 전 축구 선수이다.

## 구단 경력
과거 덴소, 요코하마 FC에서 활동하였다.